# 蝘蜓座μ
蝘蜓座μ，又名CP-81 399，HD 87971、SAO 258554、HR 3983，是蝘蜓座的一颗恒星，视星等为5.52，位于銀經297.28，銀緯-21.29，其B1900.0坐标为赤經10h 3m 24.3s，赤緯-81° -21.29′ 51″。